# Plounévez-Lochrist
Plounévez-Lochrist is een gemeente in het Franse departement Finistère, in de regio Bretagne. De plaats maakt deel uit van het arrondissement Morlaix. Plounévez-Lochrist telde op 1 januari 2022 2.285 inwoners.

## Geografie
De oppervlakte van Plounévez-Lochrist bedroeg op 1 januari 2022 39,54 vierkante kilometer; de bevolkingsdichtheid was toen 57,8 inwoners per km².

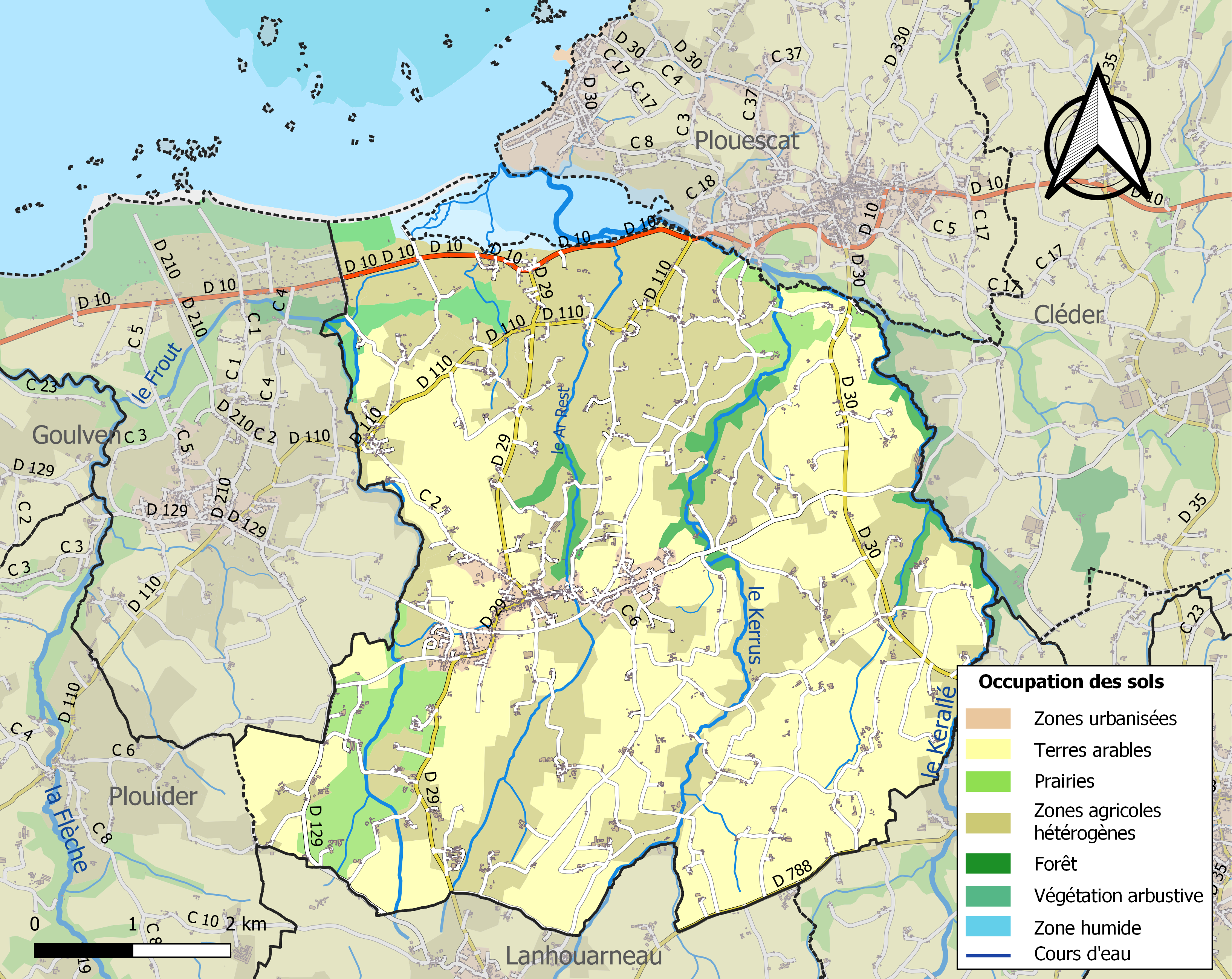
Kaart van de gemeente met belangrijkste infrastructuur, bodemgebruik en omliggende gemeenten

## Demografie
Onderstaande figuur toont het verloop van het inwonertal (bron: INSEE-tellingen).